# Stichting Agrarische Kernbedrijven Nickerie
Stichting Agrarische Kernbedrijven Nickerie (SAKN), ook wel Lands(bedrijf) Agrarische Kernbedrijven Nickerie, is een voormalig Surinaams staatsbedrijf. Het was eigendom van het ministerie van Landbouw, Veeteelt en Visserij.
De SAKN was actief binnen de rijstsector van Nickerie, onder meer met een droogfaciliteit voor padie (ongepelde rijst) en opslagfaciliteiten. Daarnaast trad het prijsregulerend op in de sector om een hogere prijs voor de boeren te garanderen. Deze rol werd in de jaren 1990 overgenomen door Jaimangal NV die door de Federatie van Agrariërs en Landarbeiders (FAL) was opgezet.
In 2013  was er geen activiteit meer binnen het bedrijf. DNA-lid Rashied Doekhie nam toen het initiatief om de SAKN nieuw leven in te blazen, met goedkeuring van president Desi Bouterse. Het plan was niet om het te herstarten als staatsbedrijf, omdat daar de slagingskans gering van werd geacht, maar het te laten exploiteren door een commercieel bedrijf. Gedacht werd aan de overname door een Chinees bedrijf. In 2015 bleek de voorraad aan machines van de SAKN te zijn verkocht en de ontvangen gelden ervan te zijn verdwenen.